# Tlaxomulco
Tlaxomulco es una palabra de origen Náhuatl que significa "en el rincón (o rinconada)". Tla-xomul-co. De tla-, cosa, xomulli, rincón, -co, partícula locativa. Se ha utilizado para nombrar lugares desde tiempos prehispánicos y ha derivado en nombres como Tlajomulco de Zúñiga, en el estado Mexicano de Jalisco y San Miguel Tlaxomulco, en el Estado de México.
- Datos: Q6147718